# マヨ・ケッビ県
マヨ・ケッビ県は、チャドの14の県のうちの1つである。チャドの南西部に位置し、面積は30,105km2、人口は825,158人（1993年）。県都はボンゴル。